# 필리핀의 임시 대통령 목록
필리핀의 임시 대통령 목록은 1896년부터 1945년 필리핀의 정식 필리핀 공화국 정부가 수립되기 이전까지 존재하던 필리핀 혁명정부 대통령의 명단이다. 학자에 따라서는 에밀리오 아기날도와 호세 라우렐은 정식 대통령으로 간주하기도 한다.
| 대 | 이름                | 이미지 | 출생일 - 사망일 | 취임일           | 퇴임일          | 소속정당   |
| -- | ------------------- | ------ | --------------- | ---------------- | --------------- | ---------- |
| 1  | 안드레스 보니파시오 |        | 1863–1897       | 1896년 8월 24일  | 1897년 3월 22일 | 카티푸난   |
| 2  | 에밀리오 아기날도   |        | 1869–1964       | 1897년 3월 22일  | 1901년 4월 1일  | 국립사회당 |
| 3  | 미구엘 말바르       |        | 1865-1911       | 1901년 4월 1일   | 1902년 5월 5일  | 국립사회당 |
| 4  | 마카리오 사카이     |        | 1870–1907       | 1902년 5월 6일   | 1906년 7월 14일 | 국립사회당 |
| 5  | 호세 P. 라우렐      |        | 1891-1959       | 1943년 10월 14일 | 1945년 8월 17일 | 민족주의당 |

## 같이 보기
관련 항목
- 필리핀의 대통령 목록
- 필리핀의 부통령 목록
- 필리핀의 총리 목록

관련 주제
- 필리핀의 정치
- 필리핀의 대통령